# تسوية ميزوري

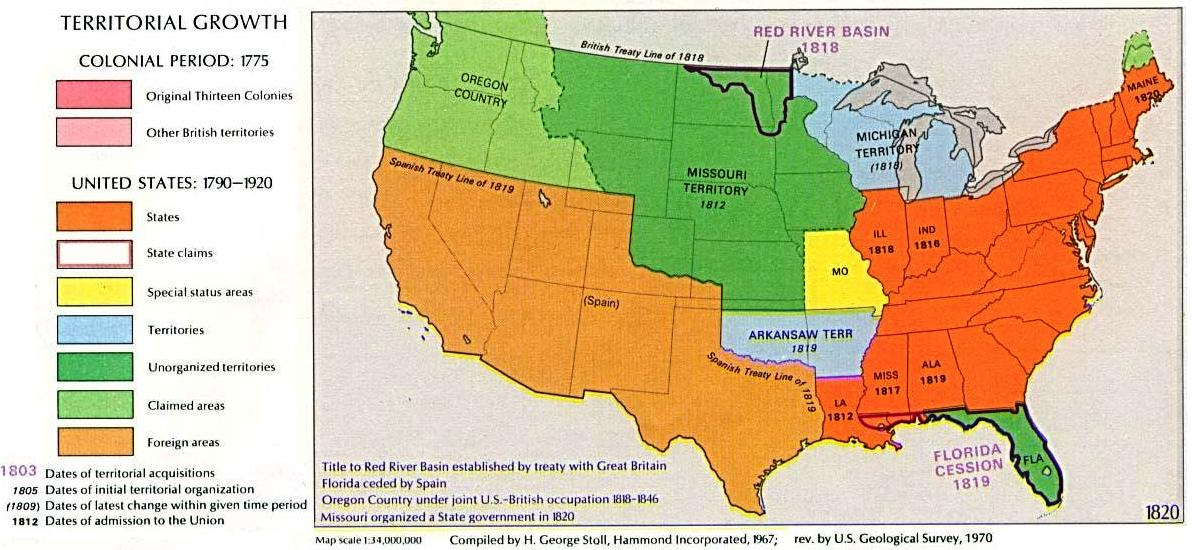
الولايات المتحدة في عام 1819 (الضوء البرتقالي والأخضر الفاتح مناطق لم تكن جزءا من الولايات المتحدة). في ولاية تسوية ميسوري حظر الرق في الإقليم غيرمنتضم بولاية والسهول الكبرى (الأخضر الداكن في الاعلى) ويسمح بالرق في ميسوري (أصفر) واقليم اركنساس (أقل من المنطقة الزرقاء).

تسوية ميسوري قرار تم تمريره قبل الحرب الاهلية في عام 1820 بين الفئات الموالية للعبودية والمناوئة لها في الولايات المتحدة، وتتضمن بشكل أولي تنظيم العبودية في الأراضي الحكومية. كتب مسودة القرار هنري كلاي.
ينظم القانون في الولايات المتحدة|الرق في regions of the United States|الأراضي الغربية للبلاد ز تم تحظر ممراسات العبودية في Territory|إقليم لويزيانا شمال خط عرض 36°30′ north|36°30 معدى داخل الحدود المقترحة لولاية ميسوري.
تسوية التي تم الاتفاق عليها من قبل كل من مئيدي الرق و state (United States)|كافحي الرق في الأمريكي|كونغرس الولايات المتحدة مررالقانون في عام 1820 تحت رئاسة جيمس مونرو.
تسوية ميسوري تم إلغاؤها فعليا في قانون كانساس–نبراسكا  المقدم إلى الكونغرس  من قبل أ. دوغلاس|ستيفن دوغلاس في كانون الثاني / يناير عام 1854. القانون فتح Territory|أراضي كانساس و Territory|نبراسكا للعبودية والقبول المستقبلي لولايات الرق بالسماح للمستوطنين البيض في تلك الأقاليم من تحديد الشعب|السيادة الشعبية سواء كانوا من شأنها أن تسمح العبودية داخل كل إقليم. وهكذا، قانون كانساس–نبراسكا فعاليا قويض حظر الرق في إقليم الشمال من 36°30' الحرية التي أنشئت من قبل تسوية ميسوري. هذا التغيير كان ينظر إليها من قبل حزب حرية التراب ومجموعات منؤة للرق للقانون كمناورة عدوانية وتوسعية من قبل الجنوب أدت إلى إنشاء الحزب الجمهوري.
على الرغم من أن التسوية حل محلها قانون كانساس–نبراسكا العليا للولايات المتحدة|المحكمة العليا إلى أن تسوية ميسوري كانت غير دستورية في عام 1857 في حكم دريد سكوت ضد ساندفورد.

## نشوء القرار
لتحقيق التوازن في عدد  ولايات «العبودية» و«الحرية» في الاتحاد الشمال كان يرغب بانشاء ولاية حرية جديدة في شمال ب ماساتشوستس.بتحويل المنطقة التي كانت تعرف بمقاطعة مين التابعة إلى ماستشوستس  إلى ولاية جديدة كاملة الصلاحية. هذا فقط حدث نتيجة تسوية ميسوري. التسوية قررت وضع العبيد في ميسوري وفي الأقاليم الغرب الأمريكي التي لم يتم ضمها إلى الاتحاد حتى ذلك الوقت.

الشمالين كانو في وضع لايجسدون عليه، بعد تسوية الثلاثة اخماس، التي اعطت كل مالك للعبيد ثلاث اخماس الصوت لكل عبد.الجنوب كانو يملكون عدد هائل من العبيد.. على الرغم من أن أكثر من 60 في المئة من Americans|البيض كانو يعيشون في الشمال، في سنة  1818 الشمال مثلوأغلبية ضئيلة من مقاعد مجلس النواب. إضافة التمثيل السياسي للعبيد نتيجة تسوية ثلاثة أخماس أعطى الجنوبيين المزيد من المقاعد في مجلس النواب الأمريكي|النواب نسبتا للى المقاعد التي أتيحت لهم إذا كان الرقم على أساس فقط السكان الاحرار. وعلاوة على ذلك، لأن كل ولاية لها مقعدين في مجلس الشيوخ، قبول ميسوري كولاية عبدودية من شأنه أن يؤدي إلى صيرة أكبر للجنوب على مجلس الشيوخ.

الخط الأخضر يبين خط تسوية ميسوري. الولايات الزرقاء هي الخالية من العبودية، والولايات الحمراء هي المُقرة للعبودية. هذا الوضع حسب عام 1850.

مشروع قانون لتمكين سكان أراضي ميسوري لكتابة الدستور وتشكيل حكومة الأولية إلى الدخول في الاتحاد طرح امام نواب لجنة الدولة، في مجلس العموم يوم 13 فبراير1818. عرض التعديل من قبل جيمس تالمادج (1778-1853) من ولاية نيويورك، والذي بشترط أن يتم منع أي استقدام جديد للعبيد إلى ميسوري، وأن كل الأطفال الذين ولدوا من آباء عبيد في الولاية بعد دخولها الاتحاد يجب أن يكونوا أحرارًا في عمر الخامسة والعشرين، وتبنت اللجنة هذا التعديل وأدرجته في الوثيقة عندما أُقرت في النهاية (17 فبراير) في البيت الأبيض. رفض مجلس الشيوخ الاتفاق على التعديل وألغي الإجراء بكامله. وأثناء الجلسة التالية (1819-1820)، أقر البيت الأبيض وثيقة مماثلة مع تقديمه لتعديل في 26 من يناير 1820 من قبل جون تايلر (1784-1854) من ولاية نيويورك فجعل دخول الولاية للاتحاد مشروطًا بتبنيها الدستور الذي يمنع العبودية. في هذه الأثناء تعقدت المسألة في ديسمبر بدخول ألاباما الاتحاد، وهي ولاية عبودية (أصبح عدد ولايات العبودية مساويًا لولايات الأحرار)، وبإقرار وثيقة في البيت الأبيض (3 يناير 1820) لإدخال ولاية مين في الاتحاد وهي ولاية أحرار. قرر مجلس الشيوخ إيصال القرارين ببعضهما، وتم تمرير وثيقة لدخول مين الاتحاد عن طريق تعديل يمكن شعب ميسوري من تشكيل دستور للولاية. وقبل إرجاع الوثيقة إلى البيت الأبيض تم تبني تعديل ثاني على اقتراح جيسي برجيس توماس (1777-1850) من إلينوي، وهو يستثنى العبودية من أرض لويزيانا شمال 36° 30 ' (الحد الجنوبي لميسوري)، إلا ضمن حدود الولاية المقترحة لميسوري. رفض مجلس النواب أن يقبل هذا التعديل وعين لجنة مباحثات.

### تسوية ميسوري الثانية
أصبح هناك خلاف بين المجلسين ولم يكن على خلفية قضية العبودية فقط، لكن أيضًا على المسألة البرلمانية التي تدرج مين وميسوري ضمن نفس الوثيقة. أوصت اللجنة بتشريع قانونين، أحدهما لإدخال مين، والآخر لتمكين ميسوري من الدخول دون أية قيود على العبودية لكنها ستتضمن تعديل توماس. ووافق كلا المجلسين ومُرر القرارين ووقع عليهما الرئيس جيمس مونرو في يومي 3 و6 مارس 1820 على التوالي. عندما وضعت مسألة الدخول النهائي لميسوري في الاتحاد أثناء جلسة 1820-1821 أعيد النزاع مجددًا على بند في الدستور الجديد (1820) يتطلب إبعاد الزنوج الأحرار والخلاسيين من الولاية. ومن خلال نفوذ هنري كلاي تم لإقرار قرار دخول الاتحاد في النهاية، ودخل حيز التنفيذ عندما تعهد المجلس التشريعي الرسمي بألا يقر أي تشريع لفرض هذا البند. هذه التسوية قد تعرف بتسوية ميسوري الثانية.
هذه النزاعات، وقد تضمنت مسألة السلطات النسبية للكونغرس والولايات، اتجهت نحو إعادة الجمهوريين والديمقراطيين، الذين أصبحوا قوميين، نحو مبادئ سيادة الدولة القديمة - لتمهيد الطريق أمام الحزب الجاكسوني الديمقراطي. من الناحية الأخرى، بدأ العنصر الاتحادي القومي القديم يظهر أولًا كجمهوري وطني، ثم كتابع لحزب الويغز، وأخيرًا كجمهوري. على الجانب الدستوري، كانت تسوية 1820 مهمة كأولى سابقاتها لاستثنائها العبودية من الأراضي الحكومية المكتسبة منذ تبني الدستور، وأيضًا كانت اعترافًا صريحًا بأن الكونغرس ليس له حق فرض شروط على ولاية في طلبها دخول الاتحاد لا تنطبق على الولايات الموجودة مسبقًا في الاتحاد. وقد أبطلت التسوية بشكل محدد في وثيقة كانساس نبراسكا في عام 1854.

## التأثير على الخطاب السياسي

الصورة تظهرحالة الحرية /رق في الولايات المتحدة الولايات والأقاليم ، 1789-1861 ، بما في ذلك تسوية ميزوري.

خلال العقود التي تلت عام 1820، الأميركيين أشادو باتفاق التسوية كوثيقة اساسية تقريبا على  مستوى من الدستور من القدسية. على الرغم من أن الحرب الأهلية اندلعت  في عام 1861، المؤرخون كثيرا ما يقول التسوية ساعد تأجيل الحرب لمدة 60 سنة.

## قراءات أخرى
- الأهمية التاريخية لتسوية ميسوري بقلم جيمس ألبرت وودبورن في التقرير السنوي من الجمعية التاريخية الأمريكية للعام 1893 (واشنطن العاصمة)
- تاريخ تسوية ميسور بقلم أرشيبالد ديكسون (سينسيناتي، 1899).[5]